# Радміло Анджелкович
Радміло Анджелкович (Белград, 1942) — сербський письменник -фантаст, сценарист, актор, культурний діяч і педагог.
Він є одним із засновників престижного товариства шанувальників фентезі «Лазар Комарчич» з Белграда.

## Рання кар'єра в театрі, сценарист і журналістика
Із дитинства із 1949 року Анджелкович активно займався мистецтвом. Знався у короткометражному художньому фільмі «Один день у зоопарку» та вступив до дитячої радіогрупи «Нікола Тесла», потім акторська робота в дитячому театрі «Бошко Буха», потім знову в радіотеатрі, а також наступні ролі в кіно, такі як той, що у фільмі «Туфлі на асфальті».
Поворотним моментом став 1957 рік, коли він познайомився з друкованими засобами через відому дитячу газету «Пионири», співробітником якої він став у віці 15 років, піднявшись із самого низу професійної драбини до письменника і сценариста. У період 1957—1959 рр. Анджелкович співпрацює з одним із найвидатніших сербських коміксів та візуальних художників усіх часів Александаром Гецлом, написавши для нього сценарії для відомих творів «Вінету» та «Бафф, лідер каравану».
Паралельно зі сценарною та журналістською діяльністю Анджелкович продовжував плекати любов до драматичного мистецтва через трупи «Університетська експериментальна сцена» та МАСКА. Вінцем того періоду стало створення трупи Театар ЛЕВО при КУД «Іво Лола Рібар», де Анджелкович зіграв у перших двох виставах («Голомоза співачка» Йонески та «Тисяча черепах під сонячним небом Андалусії»).

## Як письменник-фантаст
Новий період розпочався із закінченням технологічного факультету в 1967 році та працевлаштуванням у технологічній та дослідницькій професії. Там він працював — переважно у Військово-технічному інституті — до виходу на пенсію в 1994 році. Науково-дослідна діяльність була доброю базою для т. зв «жорстка наукова фантастика» (наукові спекуляції), яка була домінуючою тенденцією як у поп-культурі нашого часу, так і в пізнішій творчості Анджелковича.
Повернення автора до писаного слова було підкріплене заснуванням Товариства любителів фентезі «Лазара Комарчич» у 1981/1982 роках, де роль Анджелковича була однією з ключових. Він був президентом товариства, лектором, організатором і одним із редакторів «Емітора», фанзину, який у своєму розвитку був визнаний найкращим у Європі.
Окрім літератури, Анджелкович у той період також займався написанням коміксів («Рамбольд» з Асканією Попович і дитячі серіали за ліцензіями Хани-Барбера).
На думку середнього та молодшого покоління письменників, оповідання, повісті та романи Анджелковича представляють собою один із брендів сучасної сербської наукової фантастики з 1980-х років, коли вона почала відновлювати свій голос. Чотири книжки та близько 30 оповідань становлять ту частину творчості, яка наразі опублікована й відзначена нагородами гільдії, а також двічі включена до добірки найкращих міжнародних досягнень.
Крім того, Анджелкович також є невтомним педагогом і інструктором, чи то через літературні майстерні Товариства любителів фентезі «Лазар Комарчич», чи то через індивідуальну співпрацю.

### Призи та нагороди
- Премія «Лазар Комарчич» за найкращий вітчизняний роман 1986 року. («Іскра»)
- Премія «Лазар Комарчич» за найкращий вітчизняний роман 1997 року. («Всі діти-вовки»)
- Премія «Лазар Комарчич» за найкращий вітчизняний роман 2002 року. (Гербовий знак))
- Премія «Лазар Комарчич» за найкраще вітчизняне оповідання 2003 року. («Звичайний день на рибалку»)